# Abrutissement numérique

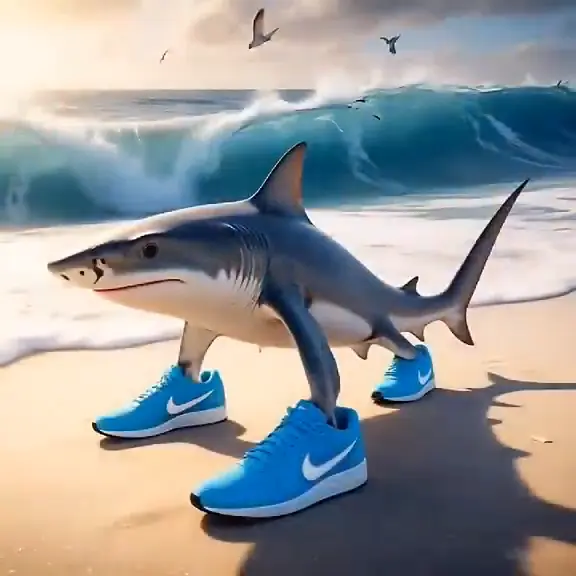
Tralalero Tralala, un exemple d'abrutissement numérique généré par IA.

L'abrutissement numérique, ou écervelage au Québec,  familièrement désigné comme le brain rot ou brainrot (« pourriture du cerveau », « pourriture cérébrale », en anglais) regroupe les effets psychologiques et cognitifs négatifs causés par l'exposition à un contenu Internet considéré comme de faible qualité ou de faible valeur. Le terme fait également référence à l'utilisation excessive des médias numériques, en particulier des divertissements de courte durée, qui peuvent affecter la santé cognitive, en entraînant par exemple une réduction de la capacité d'attention ou une altération du fonctionnement mental — des traits principalement associés à la génération Alpha. On associe parfois l'abrutissement numérique au brouillard mental.

## Terme anglais
Le terme brain rot a été nommé mot de l'année 2024 par l'Oxford University Press à la suite d'un vote proposé à 37 000 personnes dans un choix restreint de mots. Son utilisation moderne est définie par l'Oxford University Press comme « la détérioration supposée de l'état mental ou intellectuel d'une personne, considérée comme étant le résultat d'une surconsommation de matériel (maintenant particulièrement de contenu en ligne) considéré comme trivial ou peu stimulant ».

### Origine et utilisation
En 1854, le terme brain rot a été utilisé pour la première fois par l’auteur américain Henry David Thoreau dans le livre Walden. Trouvé pour la première fois en ligne en 2004, le terme brainrot a été utilisé en 2007 par les utilisateurs de Twitter pour décrire les jeux télévisés de rencontres, les jeux vidéo et les « rencontres en ligne ». L'utilisation de l'expression a augmenté en ligne dans les années 2010 avant de devenir rapidement plus populaire en 2023, lorsqu'elle est devenue un mème Internet.
En 2024, le concept de brainrot est le plus souvent utilisé dans le contexte des habitudes numériques de la génération Alpha, les critiques exprimant que cette génération est « excessivement immergée dans la culture en ligne ». Un individu dont la culture est constituée exclusivement de références Internet peut être considéré comme victime du brainrot.